# Álida España
Álida España (12 tháng 4 năm 1924 - 8 tháng 4 năm 1993) là một nhà hoạt động và chính trị gia người Guatemala. Bà là vợ của Tổng thống Carlos Manuel Arana Osorio, Đệ nhất phu nhân Guatemala trong thời kỳ chính phủ của ông.
Trong chính phủ của chồng, bà đóng một vai trò hàng đầu. Nó được biết đến với công việc xã hội có lợi cho trẻ em, tạo ra Hội đồng Công tác xã hội của Vợ của Tổng thống, giúp đỡ những người dễ bị tổn thương nhất. Sau nhiệm kỳ tổng thống của chồng, bà qua đời năm 1993. Các tổ chức khác nhau được đặt theo tên của bà. Arana Osorio qua đời năm 2003.